# Sven Axel Hoflund
Sven Axel Hoflund (* 11. August 1906 in Högby auf Öland, Schweden; † 12. Juni 1979 in Kalmar) war ein schwedischer Professor für Veterinärmedizin an der Universität Stockholm.
1940 beschrieb er erstmals das später nach ihm benannte Hoflund-Syndrom beim Hausrind.

## Schriften (Auswahl)
- Untersuchungen über Störungen in den Funktionen des Wiederkäuermagens durch Schädigung des Nervus vagus verursacht. Svensk. Vet. Tidskr. 45, Suppl., 1940.
- Die Bedeutung des Rauhfutters für die Funktion der Wiederkäuermägen. In: Deutsche tierärztliche Wochenschrift 62, 1955, S. 403–408.